# Chalcura ramosa
Chalcura ramosa is een vliesvleugelig insect uit de familie Eucharitidae. De wetenschappelijke naam is voor het eerst geldig gepubliceerd in 1940 door Girault.